# Storm Seeker
Storm Seeker is een Duitse piraten- en folkmetalband. Alle nummers van de band staan in het teken van piraterij- of zeemansaangelegenheden. De band is vooral bekend geworden door het nummer The Longing met zangeres en instrumentaliste Patty Gurdy, die van 2015 tot 2018 lid was van de band.

## Geschiedenis

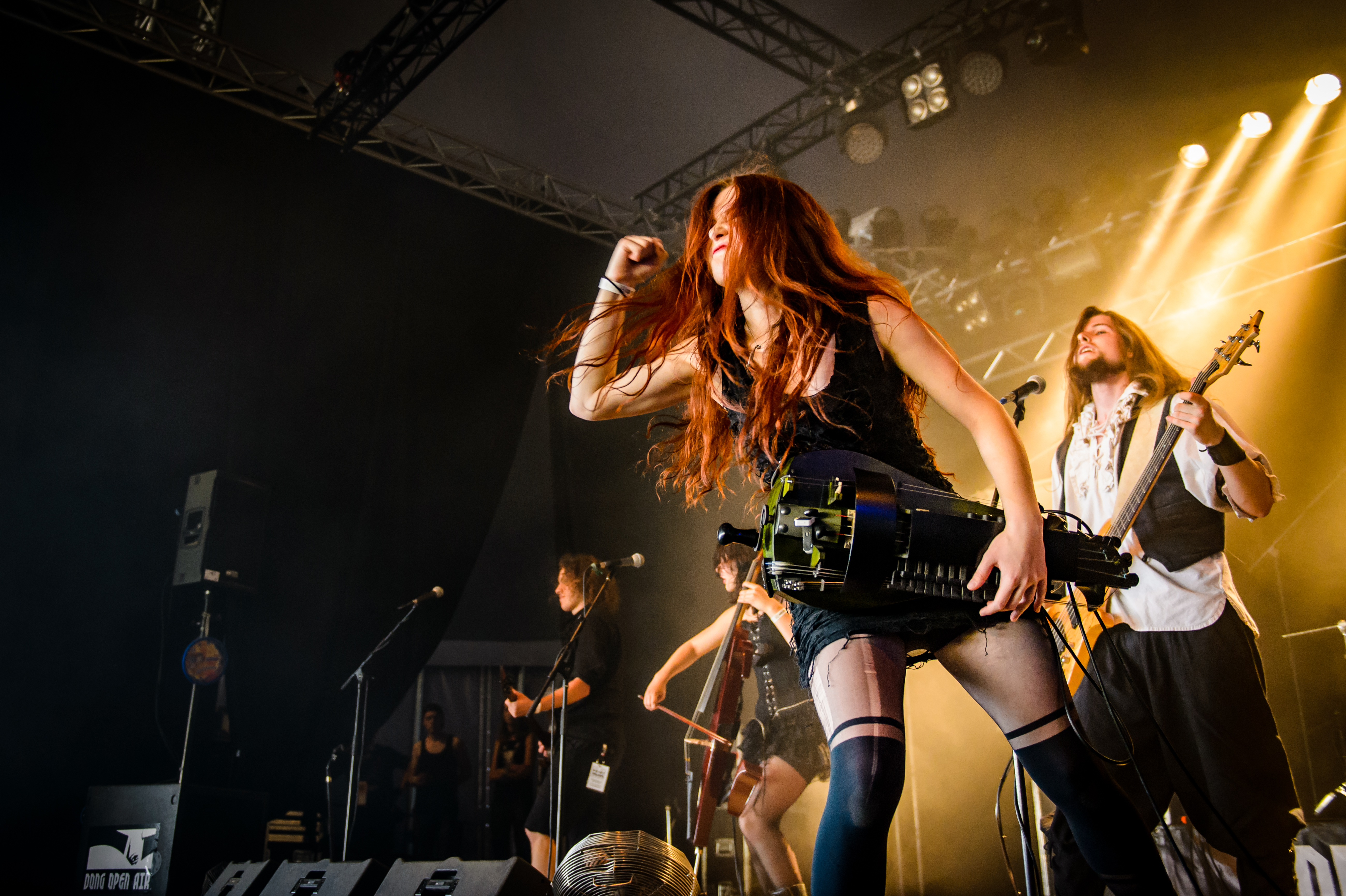
Patty Gurdy met Storm Seeker (2017)

De band is in 2013 opgericht door broers Marius and Timo Bornfleth. In het begin waren er enkele wijzigingen in de bezetting, maar in 2016 was de bezetting vrij vast. De eerste ep genaamd Pirate Scum werd dat jaar uitgebracht op het label Aeterna Records. In 2017 trad de band op op enkele grote concerten en festivals, zoals Dong Open Air 2017 en Metaldays 2018. In 2018 verliet gitarist Patrick Stäudle de band; drummer en gitarist Marius Bornfleth verving hem. Later dat jaar werd Julian Hauptvogel de nieuwe drummer, ter vervanging van Marius Bornfleth. Aan het einde van 2018 verliet Patty Gurdy band.
In 2019 ging de band op de Tanz und Triebe Tour. Voorafgaand aan de tournee werd Fabienne Kirschke ("Fabi") ter vervanging van Gurdy gevraagd om de band tijdens de optredens te versterken, nadat celliste Schmitt Kirschke op een feest had leren kennen. Na afloop van de tour werd ze vast lid van de band.

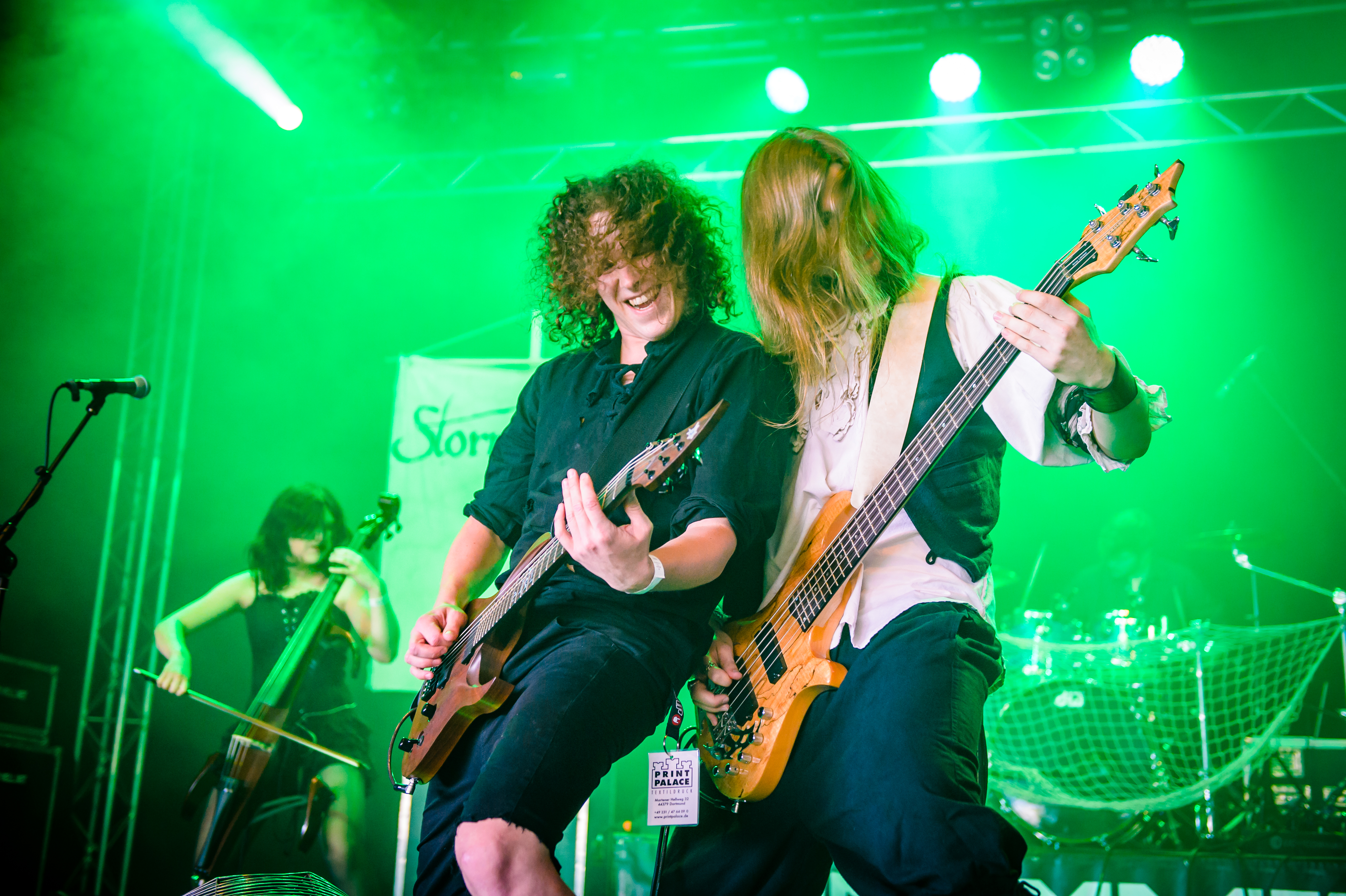
Storm Seeker op Dong Open Air (2017)

### Debuutalbum en platencontract
Storm Seekers debuutalbum Beneath in the Cold verscheen op 18 mei 2019. In 2020 tekende de band een contract bij platenlabel NoCut Entertainment in Hamburg. Beneath in the Cold werd opnieuw uitgebracht door NoCut.
Tijdens de coronacrisis van 2020 stond Storm Seeker tijdens drie optredens in Fürth in het voorprogramma van de Duitse gothicrockband Mono Inc., evenals op het Online Musik Festival. Aan het einde van 2020 verliet drummer Julian Hauptvogel de band.
Op 29 januari 2021 verscheen Storm Seekers tweede album genaamd Guns Don’t Cry. Het album verscheen op zowel hun eigen label NoCut als bij Napalm Records en bevat gastoptredens van Mr. Hurley & die Pulveraffen, Sebastian Levermann van Orden Ogan en Tanzwut. Guns Don't Cry behaalde uiteindelijk de 94e plaats in de Duitse Album Top 100.
In september 2021 kondigde Storm Seeker het derde album genaamd Calm Seas Vol. 1 aan. Het album verscheen op 26 november 2021, wederom op zowel hun eigen label NoCut als bij Napalm Records. Calm Seas Vol. 1 bevat akoestische uitvoeringen van eerder uitgebrachte nummers, evenals twee covers van traditionele nummers (zie Discografie). Eén maand voor de aankondiging deelde celliste Sandra Schmitt via Instagram mede de band na de opnames te verlaten. Er is sindsdien nog geen vervanger voor haar gevonden.

### Eurovisiesongfestival en nieuwe albums
Op 25 november 2022 kondigde Storm Seeker het vierde album genaamd Nautic Force aan. Het album werd uitgebracht op 28 april 2023. Op 27 november 2022 maakte de band op Intstagram bekend mee te willen doen aan het Eurovisiesongfestival 2023. Uiteindelijk haalde de band de voorselectie niet.
In juni 2024 vertelde bandlid Fabienne Kirschke in een filmpje op Patreon dat Storm Seeker aan een nieuw album werkte. Op het album zouden - in tegenstelling tot eerdere albums - meer en ook nieuwe fluiten te horen zijn, vertelde bandlid Fabienne Kirschke op haar persoonlijke Patreonpagina.
Op 21 oktober 2024 maakte medeoprichter en zanger Timo Bornfleth bekend de band te verlaten. Hij werd vervangen door Sean Graham.

## Muziekstijl
Storm Seeker speelt piraten- en folkmetal. De instrumenten bestaan uit akoestische en elektrische gitaren, basgitaren, drums, keyboard, ruige zang (Timothy), een draailier, cello, verschillende soorten fluiten, een sleutelharp en vrouwelijke zang (Fabi, en tot en met 2021 ook Sandy). Het repertoire van de band is progressief, variërend van (lang en) serieus tot (kort en) clownesk. In alle nummers wordt het leven van piraten en/of zeemansaangelegenheden bezongen.

## Discografie

### Albums
| Jaar | Titel               |
| ---- | ------------------- |
| 2019 | Beneath in the Cold |
| 2021 | Guns Don't Cry      |
| 2021 | Calm Seas Vol. 1    |
| 2023 | Nautic Force        |
| 2025 | Set the Sails       |

### Ep's
| Jaar | Titel                     |
| ---- | ------------------------- |
| 2016 | Pirate Scum               |
| 2024 | Coming Home for Christmas |

### Singles
| Jaar | Titel                                  | Album/ep                  | Opmerkingen                               |
| ---- | -------------------------------------- | ------------------------- | ----------------------------------------- |
| 2016 | Destined Course                        | Pirate Scum               |                                           |
| 2017 | The Longing                            | Pirate Scum               |                                           |
| 2019 | Pirate Squad                           | Beneath in the Cold       |                                           |
| 2019 | Drag O Below                           | Beneath in the Cold       |                                           |
| 2020 | row row row                            | Guns Don't Cry            |                                           |
| 2020 | Rum                                    | Beneath in the Cold       |                                           |
| 2020 | Guns Don't Cry                         | Guns Don't Cry            |                                           |
| 2020 | Naval Hitchhike                        | Guns Don't Cry            |                                           |
| 2020 | How To Be A Pirate                     | Guns Don't Cry            |                                           |
| 2021 | Wellerman                              | Calm Seas Vol. 1          | traditioneel zeemansnummer                |
| 2021 | Deathwatch Beetle Party                | Guns Don't Cry            | met Mr. Hurley & Die Pulveraffen          |
| 2021 | Randy Dandy Oh                         | Calm Seas Vol. 1          | traditioneel zeemansnummer                |
| 2021 | Shoot This Ship Down                   | Guns Don't Cry            |                                           |
| 2021 | Destined Course (Calm Seas Version)    | Calm Seas Vol. 1          | akoestische versie van Destined Course    |
| 2021 | How To Be A Pirate (Calm Seas Version) | Calm Seas Vol. 1          | akoestische versie van How To Be A Pirate |
| 2021 | Drag O Below (Calm Seas Version)       | Calm Seas Vol. 1          | akoestische versie van Drag O Below       |
| 2022 | Heavaway                               | Nautic Force              |                                           |
| 2023 | Rolling Home                           | Nautic Force              |                                           |
| 2023 | Miles and Miles                        | Nautic Force              |                                           |
| 2024 | Set the Sails                          | Set the Sails             |                                           |
| 2024 | Gouverneur of the Coco Island          | Set the Sails             |                                           |
| 2024 | Fairytale of New York                  | Coming Home for Christmas |                                           |
| 2024 | This Christmas, My Darling             | Coming Home for Christmas |                                           |
| 2025 | Waking of the Flood                    | Set the Sails             |                                           |
| 2025 | Homeward Bound                         | Set the Sails             | met dArtagnan                             |

### Promotionele singles
| Jaar | Titel                                  | Album/ep            |
| ---- | -------------------------------------- | ------------------- |
| 2016 | Side By Side (live)                    | Pirate Scum         |
| 2019 | Barrel of Grog ['Further Hof' session] | Beneath in the Cold |
| 2023 | Bottoms Up                             | Nautic Force        |

### Als gastartiest
| Jaar | Titel      | Opmerkingen                  |
| ---- | ---------- | ---------------------------- |
| 2023 | After Dark | Mono Inc. feat. Storm Seeker |